# 约翰·拉特克利夫
约翰·李·拉特克利夫（英語：John Lee Ratcliffe，1965年10月20日—）是美國的一位共和黨政治人物，現任中央情報局局長（第9任），曾任第6任國家情報總監。2015年至2020年他是德克薩斯州第4選舉區選出的美國眾議院議員。他在2014年戰勝了當選17次的美國國會最高齡議員之一的拉爾夫·豪爾當選。

## 早年生活與教育
拉特克利夫出生於伊利諾伊州芝加哥西北部的展望山，是六個孩子中最小的一個；他的父母都是老師。他畢業於伊利諾伊州卡本代爾的卡本代爾社區高中；1987年畢業於聖母大學，獲得政府與國際關係學文學學士學位；1989年獲得南方衛理會大學法學院（現南方衛理公會大學法學院）法學博士學位。

## 職業
從法學院畢業後，拉特克利夫成為私人執業律師
。拉特克利夫之後連續四次當選德州希思市長，任期兩年，這座城市擁有約7,000人，位於達拉斯市中心以東25英里。他於2004年6月至2012年5月擔任該職位。

### 联邦检察官
2004年，時任美國總統喬治·布希任命拉特克利夫為美國司法部美国德克萨斯东区联邦地区法院反恐和國家安全主管。2007年5月，拉特克利夫被任命為該地區的臨時美國檢察官。2008年4月，參議院批准麗貝卡·格雷戈里（Rebecca Gregory）擔任該地區的常任美國檢察官後，拉特克利夫重返私人律師行業。
2009年，拉特克利夫與前美國司法部長約翰·阿什克羅夫特成為「Ashcroft,Sutton,Ratcliffe」律師事務所的合夥人。
拉特克利夫曾是2012年美國總統選舉共和黨總統候選人米特·羅姆尼在當年大選前成立的過渡團隊的一員，負責審查潛在的總統任命人選。

## 联邦眾議員

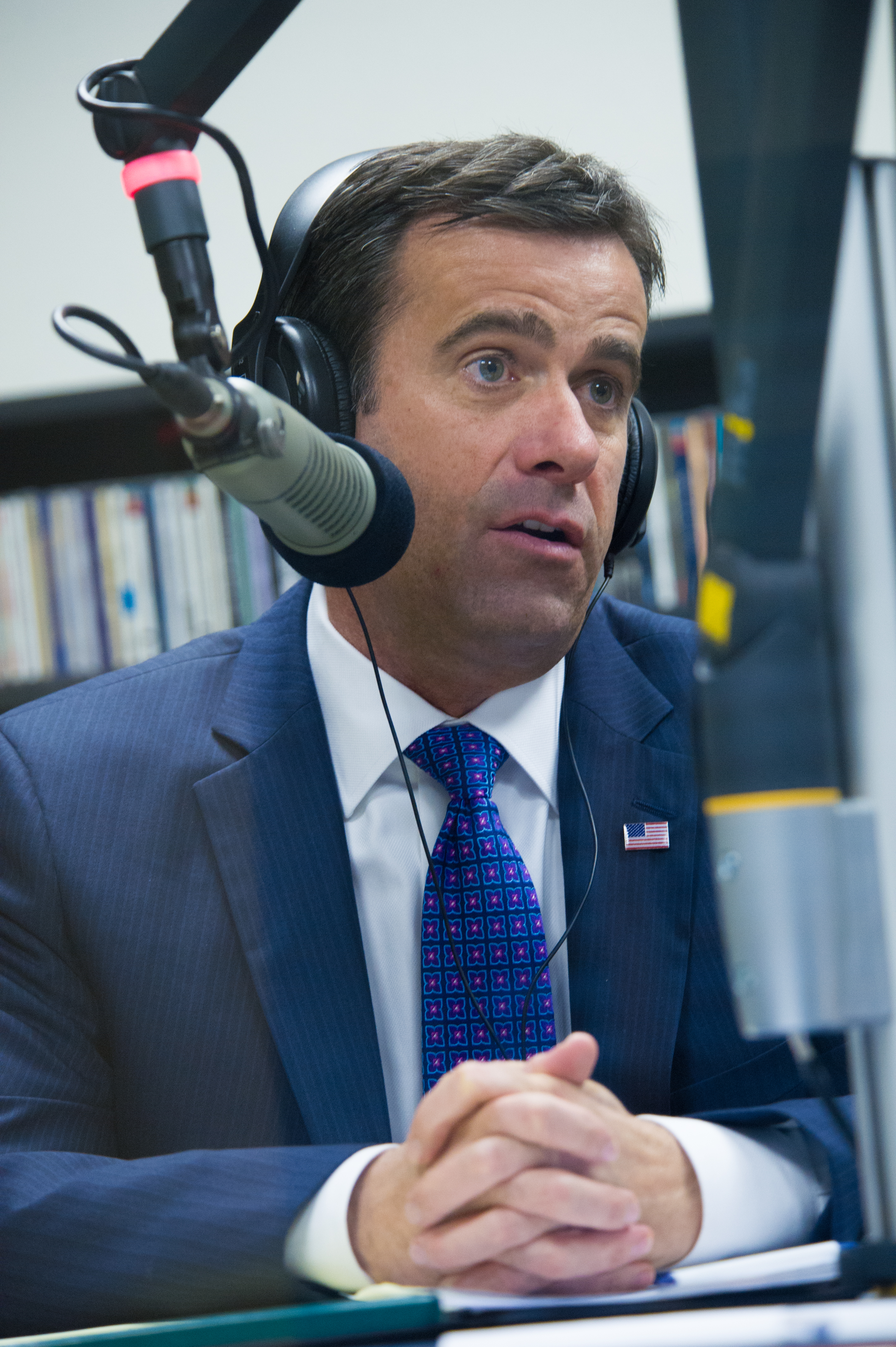
拉特克利夫於2015年2月接受採訪

2013年底，拉特克利夫宣布他將參加共和黨眾議員初選，與第4選區的17屆現任國會議員拉爾夫·霍爾競爭。91歲的霍爾是最年長的國會議員，也是有史以來最年長的眾議院議員。《達拉斯早報》稱拉特克利夫是霍爾「多年來最嚴峻的政治挑戰」。甚至沒有民主黨人提出申請民主黨初選，這意味著無論誰贏得初選，都幾乎可以確保在11月獲勝。拉特克利夫在2016年美國眾議院選舉和2018年中期選舉均連任。
《達拉斯早報》在2016年4月表示，「拉特克利夫在華盛頓的第一個任期證明了新議員可以成為國會中的重要人物。」
在2016年9月美國眾議院司法委員會的聽證會上，拉特克利夫向時任聯邦調查局局長詹姆斯·科米提問，聯邦調查局決定不建議對民主黨總統候選人希拉里·克林頓提出與邮件门有關的刑事指控，是在希拉里接受調查訪問之前還是之後做出的？科米回應稱，最終決定是在採訪後做出的。拉特克利夫隨後表示，聯邦調查局已經「預先確定了調查結果」。
拉特克利夫是共和黨研究委員會和眾議院下一代9-1-1核心小組的成員。據報道2018年底，拉特克利夫被川普政府考慮擔任美國司法部長。

## 國家情報總監

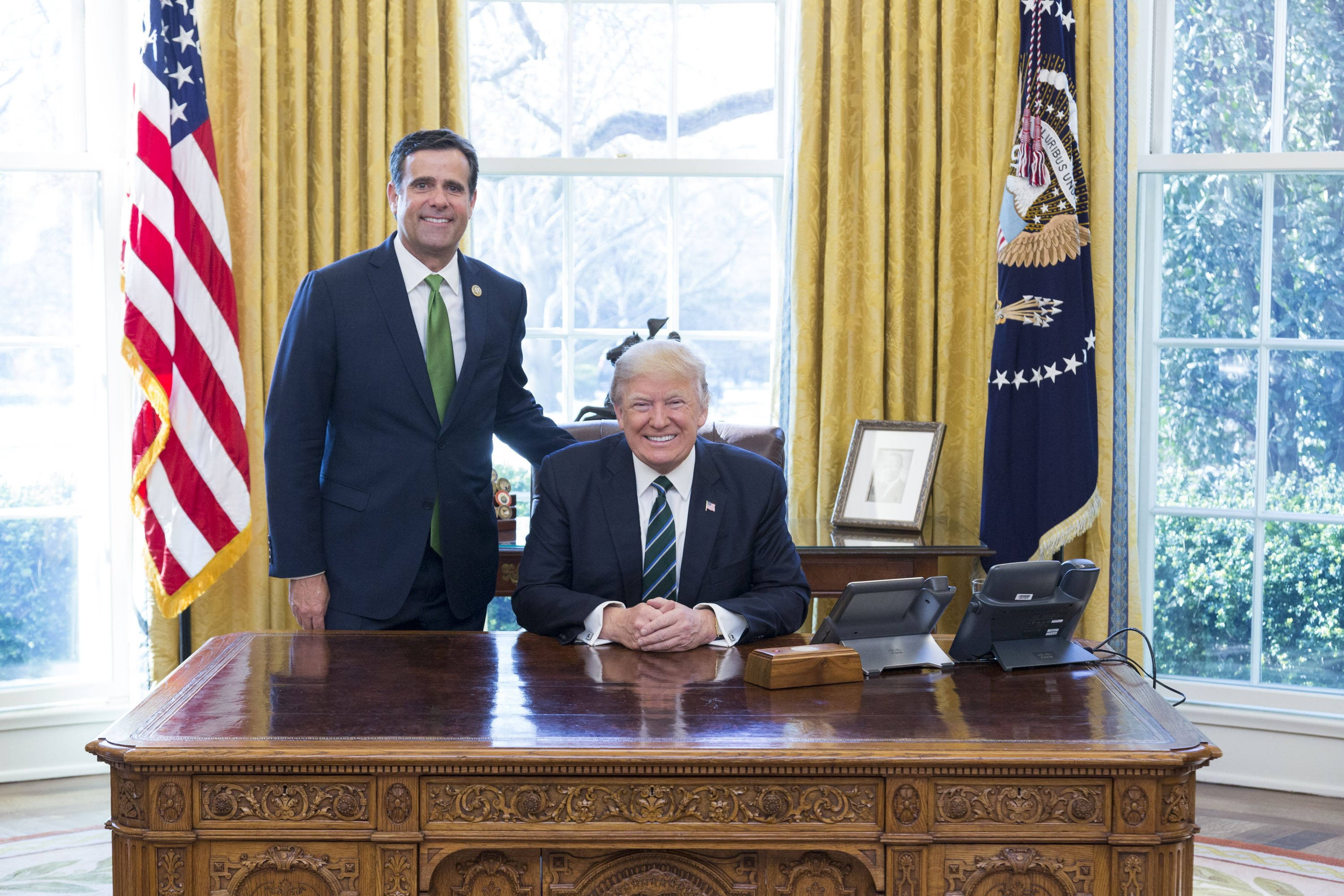
2017年拉特克利夫與總統特朗普

唐納德·川普總統於2019年7月28日宣布，他打算提名拉特克利夫接替丹·科茨擔任國家情報總監。川普表示相信拉特克利夫能夠「控制」情報機構，他聲稱這些機構已經「失控」"。
拉特克利夫在國家安全或國家情報方面缺乏經驗，據報道他作為國會議員很少參與這些事務。當拉特克利夫被發現扭曲了自己在起訴恐怖主義和移民案件中的作用時，川普對特克利夫的提名拉引起了爭議。
拉特克利夫批評聯邦調查局和特別檢察官的調查對川普有偏見。拉特克利夫還聲稱，俄羅斯的干預對川普2016年競爭對手候選人希拉蕊的幫助更大。美國情報機構、參議院情報委員會和羅伯特·穆勒堅稱俄羅斯干預是為了幫助川普。在川普宣布這一消息的前一周，拉特克利夫曾辯稱，特別檢察官的調查將川普置於“法律之下”，因為調查拒絕為他開脫。隨後，拉特克利夫在福克斯新聞上聲稱，特別檢察官的調查報告不是由特別檢察官羅伯特·穆勒撰寫，而是由「希拉里·克林頓事實上的法律團隊」撰寫。民主黨人表示拉特克利夫擔任該職位的唯一資格似乎是對川普“盲目忠誠”，並指出他宣揚了川普有關通俄調查的一些陰謀論，並起訴川普的政敵 。情報界的幾位前成員擔心拉特克利夫的任命可能會使情報工作政治化 。
拉特克利夫於2020年5月21日獲得參議院以49比44投票結果確認，他於5月26日宣誓就職國家情報總監。
在2020年美國總統選舉前35天，拉特克利夫解密了2016年俄羅斯的虛假信息聲稱希拉里親自批准了一項將特朗普與俄羅斯總統弗拉基米爾·普京和俄羅斯對民主黨全國委員會的黑客行為連結起來的計劃。拉特克利夫向參議院司法委員會主席林賽·格雷厄姆提供了虛假信息，後者公開發布了該信息。該指控先前曾被共和黨控制的參議院情報委員會認為毫無根據而駁回。拉特克利夫在給格雷厄姆的一封信中承認，情報界「不知道這項指控的準確性，也不知道俄羅斯情報分析可能反映誇大或捏造的程度。」情報界曾反對發布這些資訊。根據《紐約時報》報道，拉特克利夫的解密「似乎是為了在政治上幫助川普。」
拉特克利夫多次警告說，中國是美國和全球利益的最大威脅。他亦支持川普2017年禁止來自七個以穆斯林為主的國家移民的第13769号行政命令，並表示：「我讚揚川普總統加強對試圖進入我國的難民的審查的行動。”

## 中央情報局局長

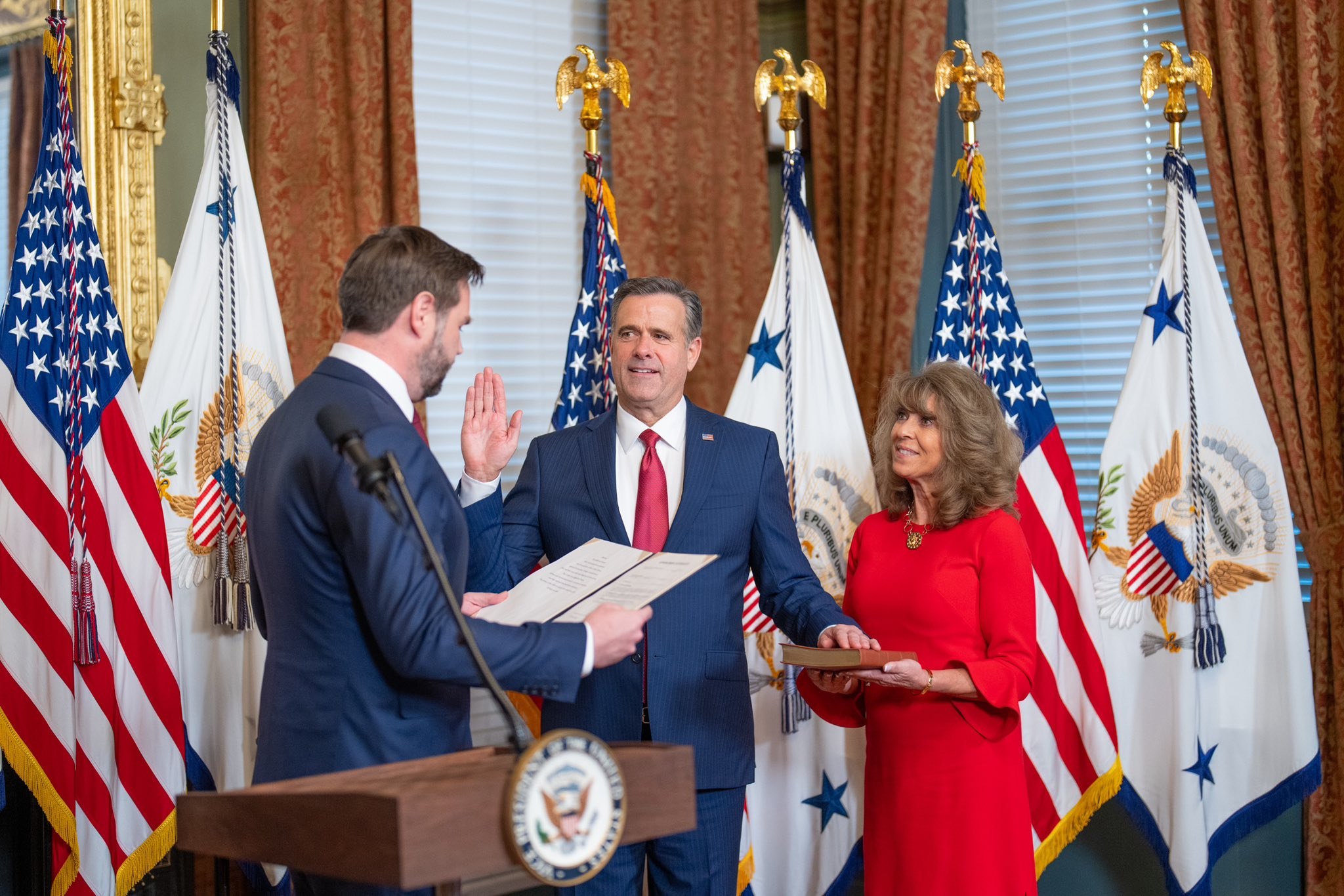
拉特克利夫在萬斯監誓下正式就任中情局局長

2024年11月12日，美國當選總統唐納·川普宣布提名拉特克利夫擔任中央情報局局長。
參議院情報委員會批准了他的提名，參議院於2025年1月23日以74票對25票確認了他，使他成為川普第二屆內閣中繼國務卿馬可·魯比奧之後第二位獲得確認的成員。當天晚些時候他在副總統兼參議院議長J·D·萬斯監誓下正式就任。

## 個人生活
拉特克利夫和他的妻子米歇爾與兩個女兒住在德克萨斯州希斯。